# Edinho Baiano
Edinho Baiano (sinh ngày 27 tháng 7 năm 1967) là một cầu thủ bóng đá người Brasil.

## Sự nghiệp câu lạc bộ
Edinho Baiano đã từng chơi cho Kyoto Purple Sanga.

## Thống kê câu lạc bộ

### J.League
| Đội                | Năm       | J.League | J.League | J.League Cup | J.League Cup | Tổng cộng | Tổng cộng |
| Đội                | Năm       | Trận     | Bàn      | Trận         | Bàn          | Trận      | Bàn       |
| ------------------ | --------- | -------- | -------- | ------------ | ------------ | --------- | --------- |
| Kyoto Purple Sanga | 2000      | 24       | 0        | 6            | 1            | 30        | 1         |
| Tổng cộng          | Tổng cộng | 24       | 0        | 6            | 1            | 30        | 1         |